# Most Wanted
Most Wanted – trzeci album, pierwsza kompilacja amerykańskiej piosenkarki pop Hilary Duff, wydany w Ameryce Północnej 16 sierpnia 2005.

## Opis
Płyta składa się z poprzednich piosenek Duff, ich remiksów, oraz nowych piosenek napisanych i wyprodukowanych we współpracy Duff z głównym wokalistą zespołu Good Charlotte – Joelem Maddenem, który był ówczesnym chłopakiem Duff, oraz jego bratem Benjim (również z Good Charlotte). John Feldmann, piosenkarz i gitarzysta zespołu Goldfinger, również przyczynił się w powstanie albumu. Hilary Duff powiedziała podczas programu Total Request Live, że Most Wanted z założenia nie miał być albumem największych hitów, ale wytwórnia poinformowała ją, że to najwyższy czas na kolejny album.

### Dwie wersje albumu
Album jest dostępny w dwóch wersjach – standardowej i bonusowej. Wersja standardowa zawiera jej znane hity i trzy nowe piosenki. Wersja bonusowa, znana również jako Signature Edition lub Collector’s Edition, zawiera cztery nowe piosenki, bonusowe opakowanie i materiał bonusowy zawierający fotografie Duff i autografy. Do edycji standardowej dodano ukryty utwór – remiks piosenki „I Am”. Piosenki „The Getaway”, „Mr. James Dean” i „Fly” zostały zaczerpnięte z albumu Hilary Duff (2004), zaś „So Yesterday” i „Metamorphosis” pochodzą z drugiego albumu Duff Metamorphosis (2003). „Girl Can Rock” i „Our Lips Are Sealed” nie zostały załączone do żadnego z jej poprzednich ogólnodostępnych albumów, chociaż „Girl Can Rock” znalazł się w japońskiej wersji Metamorphosis, a piosenkę „Our Lips Are Sealed” umieszczono na ścieżce dźwiękowej do filmu Historia Kopciuszka, zatytułowanym A Cinderella Story: Original Soundtrack (2004).

## Osiągnięcia i promocja albumu

### Album
W pierwszym tygodniu wydania album sprzedał się w nakładzie blisko 208 tys. kopii w Stanach Zjednoczonych, oraz stał się drugim albumem Duff (po Metamorphosis), który był pierwszym numerem w rankingu Billboard 200 Został na pierwszym miejscu również przez drugi tydzień pomimo 51% spadku sprzedaży, RIAA przyznała płycie status platynowej za sprzedaż ponad miliona kopii pod koniec września. Most Wanted spędził 35 tygodni na liście Billboard 200, przez pięć znajdował się w pierwszej 20.
W United World Chart Most Wanted zadebiutował jako numer jeden. W Kanadzie album debiutował na miejscu 3 wraz ze sprzedażą ponad 32 tysięcy kopii w pierwszym tygodniu. W grudniu 2005 płyta dwukrotnie zyskała status platynowej przyznany przez Canadian Recording Industry Association, za sprzedaż ponad 200 tysięcy kopii. W Australii najwyższą pozycją albumu w rankingach było 3 miejsce, najwyżej ze wszystkich albumów Duff, Australian Recording Industry Association przyznała płycie status platynowej za sprzedaż ponad 70 tysięcy kopii. Most Wanted był pierwszym albumem Duff, który dostał się do pierwszej czterdziestki na brytyjskiej liście UK Albums Chart: debiutował jako numer 31 ze sprzedażą prawie 11 tys. kopii, płyta zyskała status złotej przyznany przez British Phonographic Industry za sprzedaż 100 tys. kopii.

### Single
„Wake Up”, czyli pierwszy singel z Most Wanted, został grany w amerykańskich radiach i telewizji od połowy lipca 2005. Często był rozpowszechniany na antenie Radia Disney oraz znalazł się na 29 miejscu na amerykańskiej liście Billboard Hot 100, żaden inny jej dotychczasowy singel nie zajął wyższej pozycji. Chociaż ilość odtwarzania piosenki na antenie radiów CHR/Top 40 była ściśle określona to teledysk do „Wake Up” stanowił ważną część w programie kanału MTV Total Request Live przez kilka tygodni. Singel dostał się do pierwszej dziesiątki w Wielkiej Brytanii (gdzie był jej największym hitem), do pierwszej dwudziestki w Australii i do pierwszej czterdziestki w Niemczech.
Promowanie teledysku do „Beat of My Heart”, drugiego singla, zaczęło się w listopadzie 2005. Teledysk został numerem jeden w programie TRL, i Most Wanted w tym samym czasie wrócił do pierwszej czterdziestki Stanów Zjednoczonych. Jednakże singel spadł z listy Hot 100; magazyn Billboard napisał „to dziecięcy hymn, zwyczajny i łatwy ... jest zaledwie kandydatem do nowoczesnego radia.” „Beat of My Heart” odniósł większy sukces od „Wake Up” w Australii, gdzie dostał się do pierwszej dwudziestki.
„Supergirl”, trzeci singel był oryginalnie przygotowany do pełnego wydania jako płyty CD, ale ostatecznie udostępniono go jedynie do legalnego ściągnięcia w lutym 2006. Na Wyspach Brytyjskich „Fly” został wydany jako drugi singel w marcu 2006. Dostał się do pierwszej dwudziestki w Wielkiej Brytanii.

### Trasa koncertowa
Duff wzięła udział w trasie koncertowej po Kanadzie w 2005 roku zatytułowanej Most Wanted Tour. Później wyruszyła na Still Most Wanted w lipcu 2005, trasa obejmowała obie Ameryki, Europę i Australię, m.in. takie kraje, jak: Francja, Kolumbia, Hiszpania, Meksyk, Stany Zjednoczone, Brazylia, Australia, Gwatemala, Argentyna i Wyspy Brytyjskie, gdzie dotarła w kwietniu 2006.

## Rankingi
| Rankingi (2005/2006) (Państwo)                   | Najwyższa pozycja |
| ------------------------------------------------ | ----------------- |
| Canada Top 100 Albums (Kanada)                   | 1                 |
| U.S. Billboard 200 (USA)                         | 1                 |
| U.S. Billboard Top Internet Albums (internet)    | 1                 |
| United World Chart (świat)                       | 1                 |
| Ecuador Top 25 Albums (Ekwador)                  | 2                 |
| Taiwan 5-Music Chart (Tajwan)                    | 2                 |
| Australian ARIA Top 50 Albums (Australia)        | 3                 |
| Japan (Oricon) Top Albums Chart (Japonia)        | 3                 |
| Italy Albums Chart (Włochy)                      | 6                 |
| Taiwan G-Music Chart (Tajwan)                    | 6                 |
| Venezuela Top 40 Recordland (Wenezuela)          | 7                 |
| Ireland Albums Chart (Irlandia)                  | 8                 |
| México (AMPROFON) Albums Chart (Meksyk)          | 9                 |
| New Zealand (RIANZ) Albums Chart (Nowa Zelandia) | 10                |
| Argentina Top 100 CAPIF (Argentyna)              | 19                |
| Colombia Top 100 Albums (Kolumbia)               | 22                |
| UK Albums Chart (Wielka Brytania)                | 31                |
| Brazil Top 40 Albums Chart (Brazylia)            | 40                |
| Spain Top 100 Albums (Hiszpania)                 | 43                |
| Swiss Albums Top 100 (Szwajcaria)                | 69                |
| Austria Albums Chart (Austria)                   | 72                |

| Kraj              | Ranga            | Sprzedaż   |
| ----------------- | ---------------- | ---------- |
| Australia         | Platyna          | 70 000     |
| Kanada            | Podwójna platyna | 200 000+   |
| Meksyk            | Złota            | 50 000     |
| Wielka Brytania   | Złota            | 100 000+   |
| Stany Zjednoczone | Platyna          | 1 000 000+ |

## Ścieżka dźwiękowa

### Standardowa amerykańska/brytyjska edycja
1. „Wake Up” (Dead Executives, Hilary Duff) – 3:38
2. „The Getaway” (James Michael, Julian Bunetta) – 3:37
3. „Beat of My Heart” (Dead Executives, Duff) – 3:09
4. „Come Clean” (remix 2005) (Kara DioGuardi, John Shanks) – 3:44
5. „Mr. James Dean” (Duff, Haylie Duff, Kevin DeClue) – 3:29
6. „So Yesterday” (Lauren Christy, Charlie Midnight, Graham Edwards, Scott Spock) – 3:35
7. „Metamorphosis” (Midnight, Andre Recke, Duff, Chico Bennett) – 3:28
8. „Rock This World” (remix 2005) (Ty Stevens, Midnight, Denny Weston Jr., Duff) – 3:58
9. „Break My Heart” (Dead Executives, Duff) – 3:21
10. „Fly” (DioGuardi, Shanks) – 3:43
11. „Girl Can Rock” (remix 2005) (Midnight, Weston Jr.) – 3:04
12. „Our Lips Are Sealed” (Terence E. Hall, Jane M. Wiedlin) wraz z Haylie Duff – 2:40
13. „Why Not” (remix 2005) (Matthew Gerrard, Midnight)
14. Ukryty utwór: „I Am” (remix 2005) (Diane Warren)

### Collector’s Signature Edition (USA)
1. „Wake Up”
2. „The Getaway”
3. „Beat of My Heart”
4. „Come Clean” (remix 2005)
5. „Who’s That Girl?” (acoustic version) (Midnight, Andreas Carlsson, Desmond Child)
6. „Mr. James Dean”
7. „So Yesterday”
8. „Metamorphosis”
9. „Rock This World” (remix 2005)
10. „Break My Heart”
11. „Jericho” (remix 2005) (Midnight, Bennett)
12. „Fly”
13. „Supergirl”
14. „Party Up” (remix 2005) (Meredith Brooks, T. Rhodes, A. George)
15. „Girl Can Rock”
16. „Our Lips Are Sealed” wraz z Haylie Duff
17. „Why Not” (remix 2005)
18. „Do You Want Me” (na żywo z Sessions@AOL) (Gerrard, DioGuardi)

### Standardowa australijska edycja
1. „Wake Up”
2. „Beat of My Heart”
3. „Break My Heart”
4. „Why Not” (remix 2005)
5. „So Yesterday”
6. „Come Clean” (remix 2005)
7. „Party Up” (remix 2005)
8. „Our Lips Are Sealed” wraz z Haylie Duff
9. „Fly”
10. „Someone’s Watching over Me” (DioGuardi, Shanks)
11. „Girl Can Rock” (remix 2005)
12. „Rock This World” (remix 2005)
13. „SuperGirl”

### Standardowa japońska wersja
1. „Wake Up”
2. „Getaway”
3. „Beat of My Heart”
4. „Come Clean” (2005 remix)
5. „Who’s That Girl” (acoustic)
6. „Mr. James Dean”
7. „So Yesterday”
8. „Metamorphosis”
9. „Rock This World” (2005 remix)
10. „Break My Heart”
11. „Jericho” (2005 remix)
12. „Fly”
13. „Supergirl”
14. „Party Up” (2005 remix)
15. „Girl Can Rock” (remix 2005)
16. „Our Lips Are Sealed” wraz z Haylie Duff
17. „Why Not” (2005 remix)
18. „Wake Up” (DJ Kaya Long-T remix)
19. „Wake Up” (DJ Kaya dance remix)

#### Edycja japońska z DVD
Zawiera, oprócz standardowych piosenek, 50 stronnicową książkę ze zdjęciami oraz DVD:
1. „Wake Up” (teledysk)
2. „So Yesterday” (teledysk)
3. „Why Not” (teledysk)
4. „Come Clean” (teledysk)
5. „Our Lips Are Sealed” (teledysk)
6. Learning to Fly  (film dokumentalny)
7. Making of Hilary’s Interview in L.S. 2003 (wywiad)
8. Making of Japan Promotion Tour 2003 (trasa koncertowa)
9. Making of Japan Promotion Tour 2004 (trasa koncertowa)
10. Making of Hilary’s Interview in Toronto 2005 (wywiad)
11. Making of „Wake Up” Video (teledysk)

## Zespół produkcyjny
- Juliana Bunetta – producent
- Dean Butterworth – perkusja
- Chris Cox – remiksy
- Dead Executives – bas, gitara, producent
- Kevin DeClue – producent, miksowanie dźwięku
- Haylie Duff – producent, miksowanie dźwięku, śpiew towarzyszący
- Hilary Duff – śpiew, producent, książeczka dołączona do płyty
- Fruit – chórki
- Allen Hessler – asystent montera
- Jay Landers – producent
- Stephen Marcussen – tworzenie wzorca płyty
- Charlie Midnight – producent
- Monique Powell – śpiew towarzyszący
- Andre Recke – producent
- Jeff Rothschild – miksowanie dźwięku
- Eric Sarafin – miksowanie dźwięku
- John Shanks – producent, miksowanie dźwięku
- Joel Soyffer – miksowanie dźwięku
- Denny Weston Jr. – producent